# 立田站

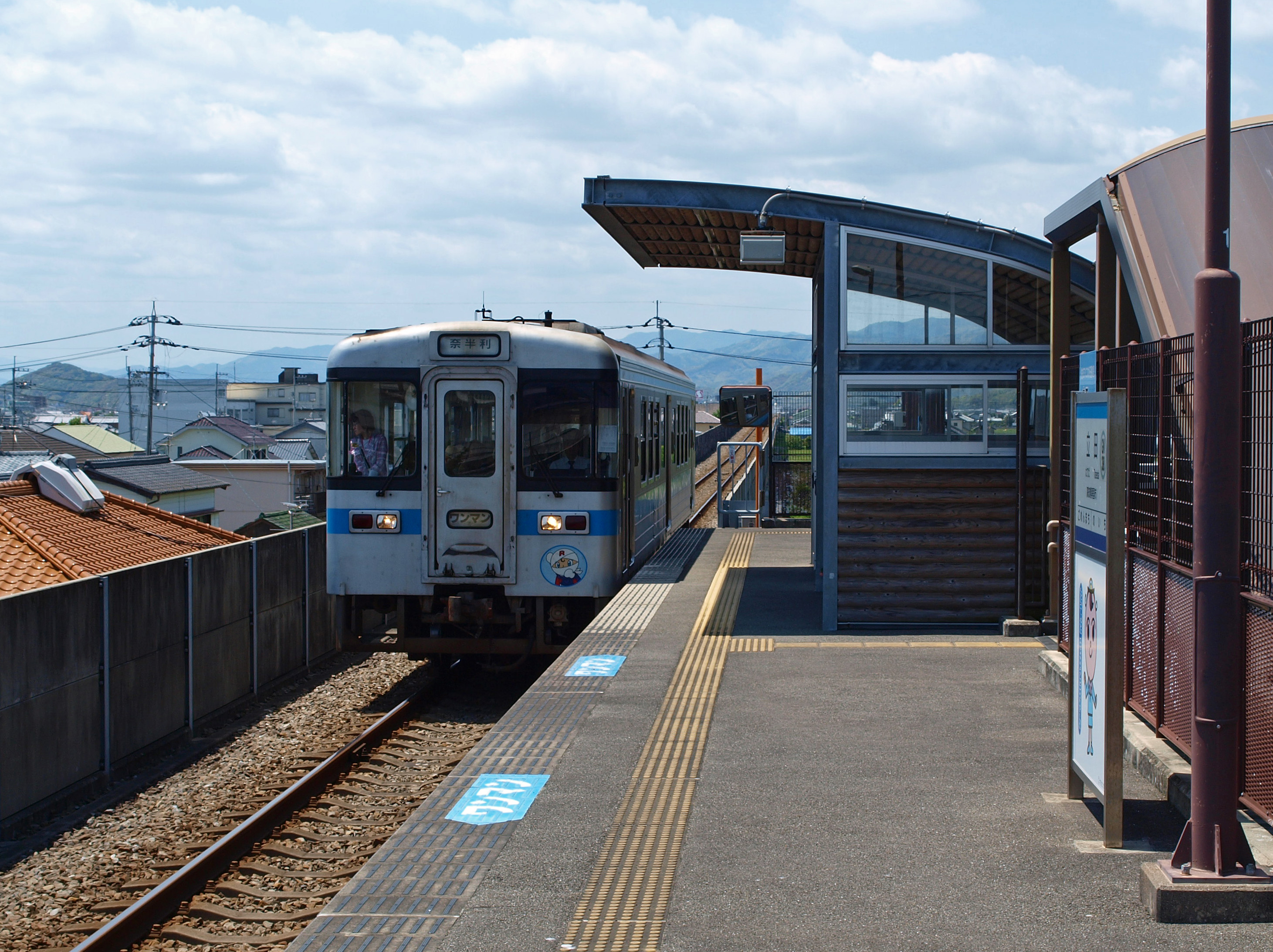
月台

立田站（日语：／ Tateda eki */?）是位於高知縣南國市立田，土佐黑潮鐵道的後免·奈半利線車站。車站編號為GN38。

## 車站構造
屬於高架車站，鄰近高知縣道31號。亦與外圍的高知縣道364號並行。本站採用簡易車站模式運作，不設站房，月台與地面之間只靠以鋼板及鋼架搭成的樓梯連接。

### 月台配置
只設有1個側式月台，有效長度為2輛。設有約8米長的候車亭，包括半開放式的有蓋候車亭及附趟門的有蓋候車室。其餘月台部份皆為全露天配置。
列車靠近時，往奈半利方向為左側開門；往後免方向為右側開門。
| 路線           | 方向 | 目的地                          |
| -------------- | ---- | ------------------------------- |
| ■後免·奈半利線 | 上行 | 赤岡、安藝、奈半利方向          |
| ■後免·奈半利線 | 下行 | 後免、經■JR土讚線直通至高知方向 |

### 吉祥物
車站入口前設有本站吉祥物「立田空子醬」及以飛機螺旋槳作為外型的公眾洗手間。吉祥物形象取自於附近的高知機場，「立田空子醬」更以身穿空中小姐裝束表達本站與機場的關係。誠然相比鄰站野市站，本站與高知機場的距離較近，由車站出發亦可沿多條縣道直達，不過由於其車站位置及附近皆不適合作為交通轉換站，所以未能發揮此優勢。

## 歷史
- 2002年7月1日：車站啟用[2][3]。

## 使用人數
南國市役所網頁及南國市統計書均沒有列出車站的使用人數。
根據國土交通省「國土數值情報」，以下為土佐黑潮鐵道1日平均上下車人次：
| 乘降人員推算 | 乘降人員推算     |
| 年度         | 1日平均 乘降人次 |
| ------------ | ---------------- |
| 2011         | 24               |
| 2012         | 25               |
| 2013         | 48               |
| 2014         | 32               |
| 2015         | 26               |
| 2016         | 23               |
| 2017         | 19               |
| 2018         | 20               |
| 2019         | 22               |
| 2020         | 24               |
| 2021         | 26               |
| 2022         | 26               |

## 其他
此站在正式啟用前，暫定名稱為「日章站」。或可能是基於1974年3月31日前，土佐電氣鐵道安藝線也曾經在附近設置了日章站。

## 相鄰車站
土佐黑潮鐵道
■後免·伊半利線
■快速A、■快速B
通過
■普通
後免町（GN39）－立田（GN38）－野市（GN37）

## 外部連結
- 土佐黑潮鐵道立田站
- Goto-Goto Web土佐黑潮鐵道立田站介紹